# ليام وليامز (لاعب اتحاد الرغبي)
ليام وليامز (بالإنجليزية: Liam Williams)‏ هو لاعب اتحاد الرغبي بريطاني، ولد في 9 أبريل 1991 في سوانزي في المملكة المتحدة.

## وصلات خارجية
- ليام وليامز على موقع دوري الرغبي الممتاز (الإنجليزية)
- ليام وليامز عل موقع إسبنسكروم (الإنجليزية)
- ليام وليامز على موقع ItsRugby.co.uk (الإنجليزية)